# Italienischsprachige Wikipedia
Die italienischsprachige Wikipedia ist die Ausgabe der freien Online-Enzyklopädie Wikipedia in italienischer Sprache. Mit (Stand: März 2023) über 1,8 Millionen Artikeln ist sie die neuntgrößte Sprachversion der Wikipedia. Im März 2023 zählte die italienischsprachige Wikipedia über 2,3 Millionen Benutzerkonten, davon 8.320 aktive Benutzer und 119 Administratoren.

## Geschichte
Die italienische Wikipedia wurde am 11. Mai 2001 gegründet und wurde erstmals am 11. Juni 2001 bearbeitet. Im August 2005 überholte die italienische Wikipedia die spanischen und portugiesischen Ausgaben und war damit die achtgrößte Ausgabe der Wikipedia. Der Hauptgrund für den schnellen Sprung von Artikel war ein Bot, der automatisch kurze Artikel erstellte, beispielsweise für Mineralien oder Gemeinden in Frankreich und Spanien. Etwa 43 Prozent aller Artikel der italienischsprachigen Wikipedia wurden von Bots erstellt. Am 9. September 2005 knackte sie die 100.000er-Marke, am 22. Juni 2010 hatte sie 700.000 Artikel, am 12. März 2012 900.000 Artikel und am 22. Januar 2013 eine Million Artikel. 2009 bekam die italienische Sprachversion den Journalistenpreis Premiolino.
Vom 4. bis zum 6. Oktober 2011 protestierte die italienische Wikipedia gegen einen Gesetzentwurf DDL intercettazioni, der jedermann das Recht gegeben hätte, ohne Prüfung von ihm als reputationsschädigend Empfundenes entfernen zu lassen. Innerhalb dieses Zeitraums wurden alle Artikelaufrufe auf eine Protestseite umgelenkt.

Protestbrief und Statistiken
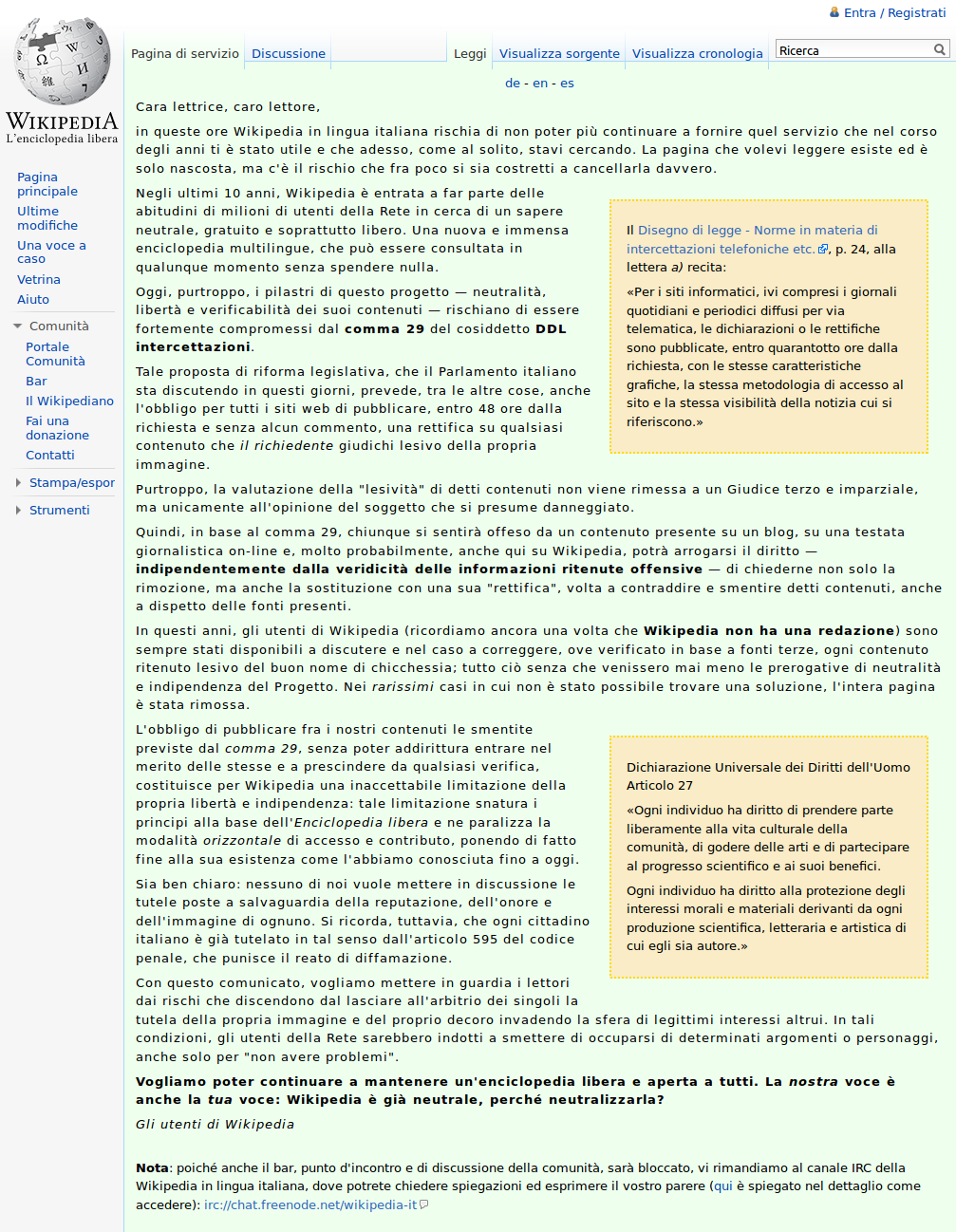
Screenshot der italienischen Wikipedia während des 4. Oktobers 2011, einem der Protesttage
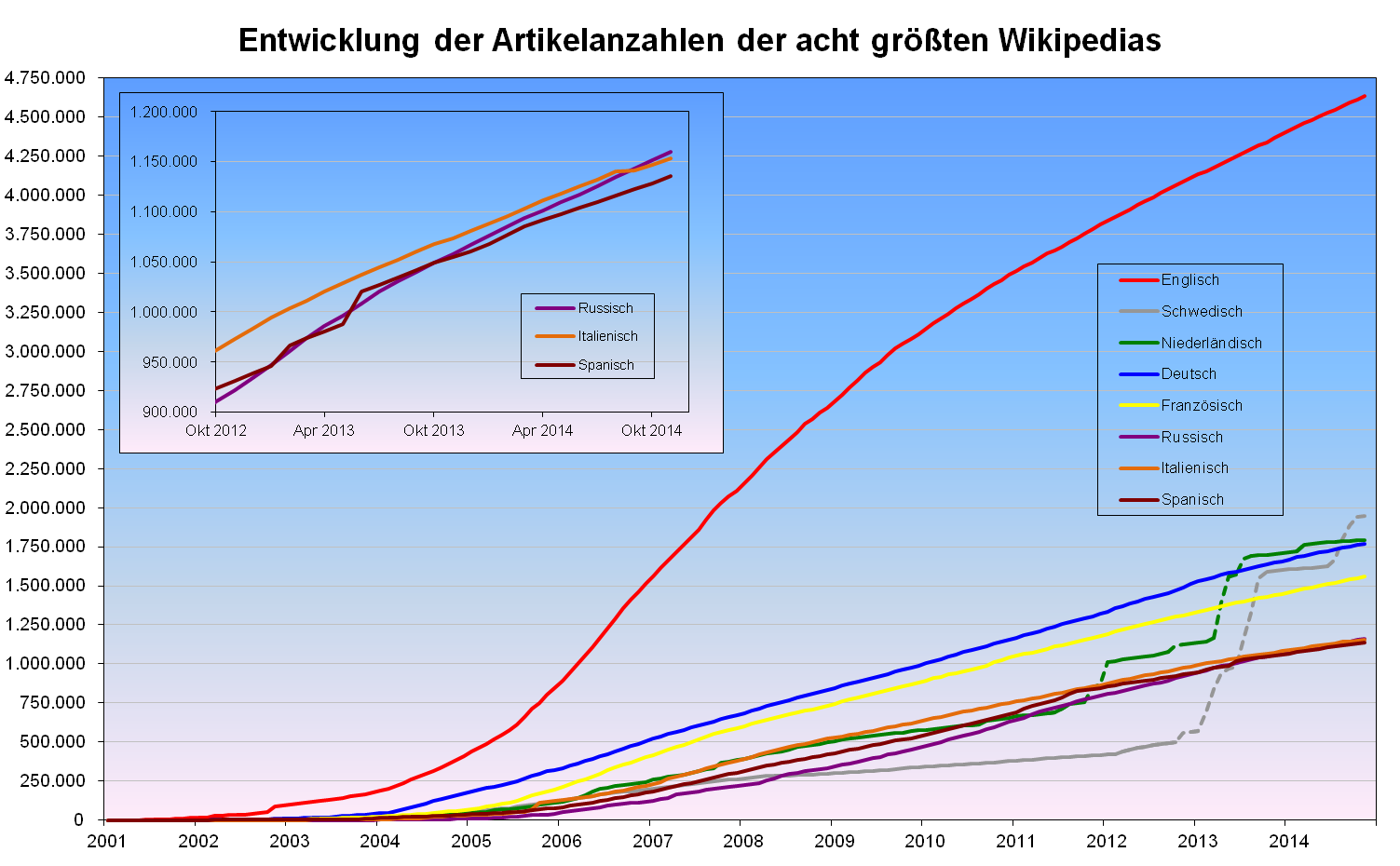
Entwicklung der Artikelanzahl der acht größten Wikipedias
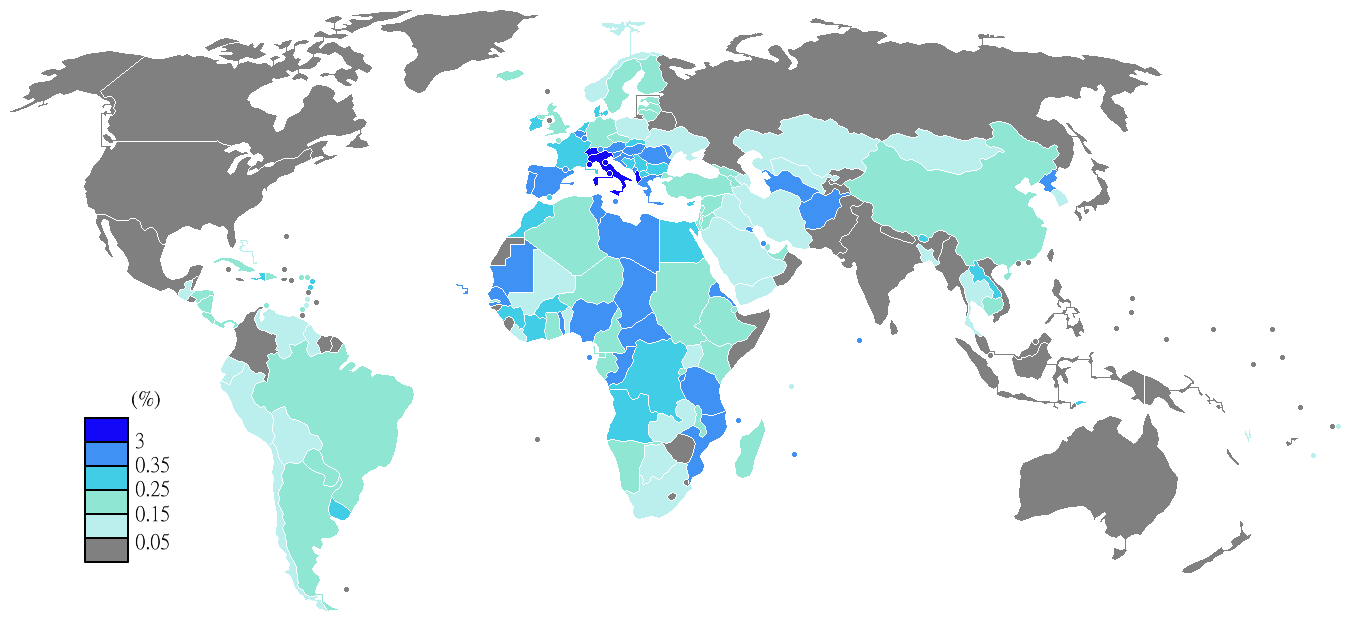
Seitenabrufe der italienischen Wikipedia pro Land (Januar bis Dezember 2011)
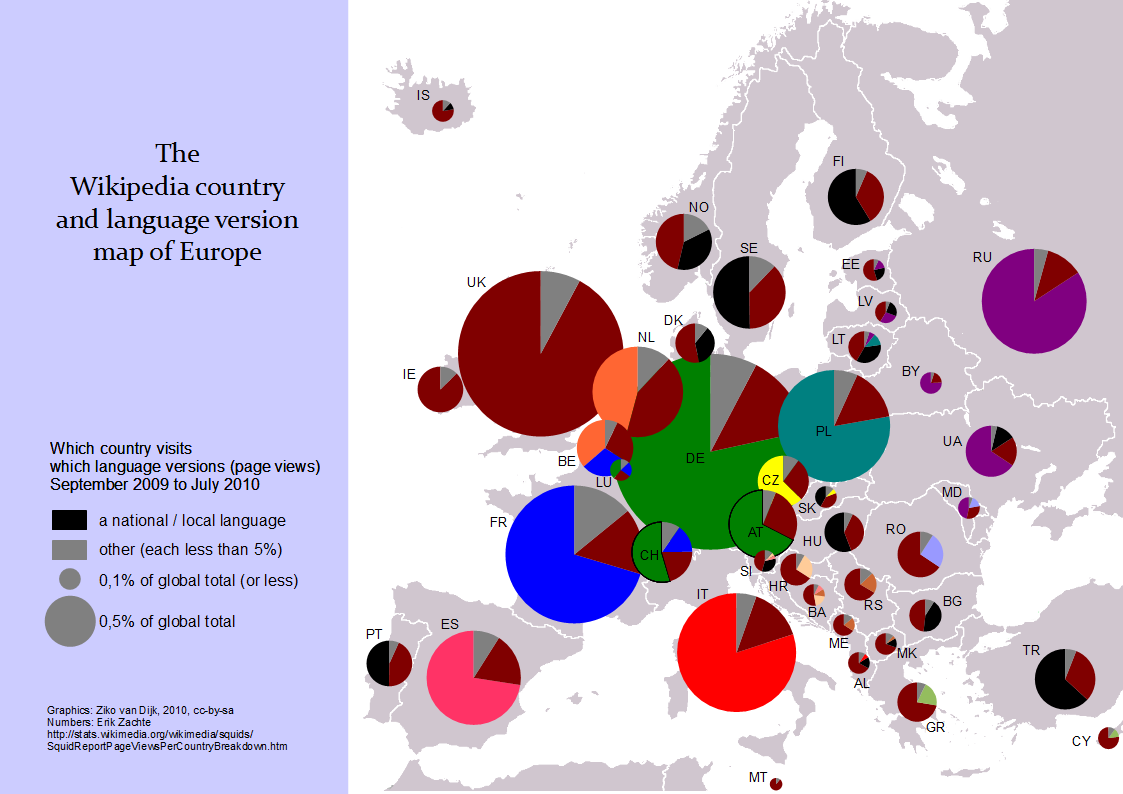
Abgerufene Sprachversionen der Wikipedia in europäischen Ländern, September 2009 – Juli 2010. 81,1 % der Wikipediaabfragen in Italien richten sich an die italienischsprachige Wikipedia (in Rot), 15,5 % an die englische (braun).